# PeerGuardian

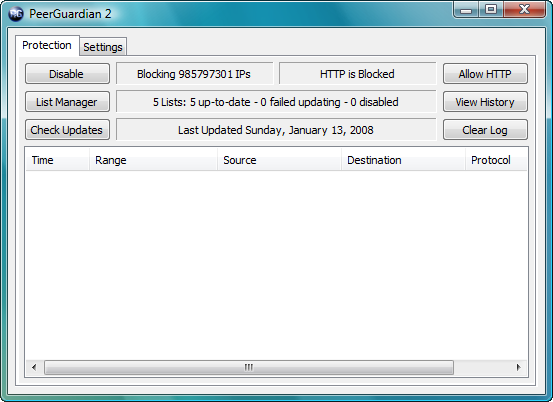
PeerGuardian 2

A PeerGuardian a Phoenix Labs nyílt forráskódú projektje, ami a P2P hálózatokon való névtelenséget hivatott biztosítani. Képes bejövő és kimenő TCP és UDP kapcsolatok tiltására listák illetve felhasználói beállítások alapján. A gyártó által közzétett blokkolható IP címlisták az alábbiak:
- Reklámok
- Kémprogramok
- P2P támadók
- Állami szervezetek
- Oktatási intézmények

## Rendszerkövetelmények
- Stabil verziók: Microsoft Windows 98/ME/2000/XP
- RC tesztverzió: Vista/Windows 7
- Mac OS X

## Blokkolási listák
A program az Internetről letölthető és frissíthető listákat használ a jogvédő és egyéb szervezetek IP címeinek blokkolásához.

## Kritika
Mivel a blokkolt címek nyilvánosak, a támadók találhatnak módot arra, hogy kikerüljék a védelmet. A listák gyakori frissítésével csökkenthetjük ezt a veszélyt.

## Lásd még
- Phoenix Labs
- ProtoWall
- MoBlock